# Желязко Богданов
Варненски архитект от началото на 20-ти век. Проектирал е няколко емблематични за град Варна сгради като:
- Морското казино (Приморски парк)
- апартаментна сграда „Балкан“ (Бившият площад "Мусала", днес - "Независимост")
- Популярната банка (ул. „Преслав“ № 69)
- Жилищна кооперация „Виктория“ (ул. „27-ми юли“ № 11)
- Административна сграда (ул. „Дръзки“ №1-3)[1]

1. ↑  Информационен регистър на варненското недвижимо културно наследство. Административна сграда ул. "Дръзки" №1,3, ъг. пл. "Петко Р. Славейков"